# Le Diable sur les collines (film)
Pour les articles homonymes, voir Le Diable sur les collines (homonymie).
Pour plus de détails, voir Fiche technique et Distribution.
Le Diable sur les collines (Il diavolo sulle colline) est un film italien réalisé par Vittorio Cottafavi et sorti en 1985. Il s'agit d'une adaptation du roman homonyme de Cesare Pavese paru en 1948.
Il a été présenté au festival de Cannes 1985 dans la catégorie Un certain regard.

## Fiche technique
Sauf indication contraire, les informations mentionnées dans cette section peuvent être confirmées par la base de données cinématographiques IMDb,  présente dans la section « Liens externes ».
- Titre en français : Le Diable sur les collines[2]
- Titre original : Il diavolo sulle colline[3]
- Réalisation : Vittorio Cottafavi
- Scenario :	Dardano Sacchetti, Elisa Briganti, Manuela Cottafavi, Vittorio Cottafavi d'après le roman Le Diable sur les collines de Cesare Pavese
- Photographie :	Tonino Nardi (it)[3]
- Montage : Vittorio Cottafavi[3]
- Musique : Guido et Maurizio De Angelis
- Assistant réalisateur : Walter Italici[3]
- Décors et costumes : Elio Micheli[3]
- Trucages : Cesare Paciotti[3]
- Maison de production : L.P. Film[3]
- Pays de production :  Italie
- Langue originale : Italien
- Format : Couleur - Son mono - 35 mm
- Durée : 105 min (1 h 45)
- Genre : Drame
- Dates de sortie :
  - France : 16 mai 1985 (festival de Cannes 1985[1]) ; octobre 1985 (Festival du film italien d'Annecy)

## Distribution
- Roberto Accornero : Pieretto
- Urbano Barberini : Poli
- Matteo Corvino : Oreste
- Alessandro Fontana : Rino
- Daniela Silverio : Gabriella
- Kristina Van Eyck : Rosalba